# IB Berufliche Schulen Stuttgart
Die IB Beruflichen Schulen in Stuttgart sind eine Bildungseinrichtung und gehören zum Internationalen Bund (IB). Sie bieten Bildungsgänge mit den Abschlüssen Abitur, Fachhochschulreife und Mittlere Reife an, außerdem können Ausbildungen im sozialpädagogischen Bereich absolviert werden.

## Standort
Das Gebäude der Schule befindet sich in der Hauptstätter Straße in Stuttgart und damit zentral und gut erreichbar mitten in der Landeshauptstadt.

## Bildungsgänge
Die allgemeine oder fachgebundene Hochschulreife kann im dreijährigen Sozial- und Gesundheitswissenschaftlichen Gymnasium, Profil Soziales erreicht werden. Mit dem Ziel Fachhochschulreife kann das zweijährige Kaufmännischen Berufskolleg für Fremdsprachen, das einjährige kaufmännischen Berufskolleg I/II, das einjährige technische Berufskolleg I/II sowie das einjährige Berufskolleg Gesundheit und Pflege I/II besucht werden.
Die Fachschulreife kann in der zweijährigen Berufsfachschule Gesundheit und Pflege erworben werden.
Zur Ausbildung führen die Bildungsgänge zur Staatlich anerkannten Sozialpädagogische Assistenz (ehemals Kinderpflege) in der 2-jährigen Berufsfachschule für sozialpädagogische Assistenz + einjähriges Berufspraktikum, zur Staatlich anerkannten Sozialpädagogische Assistenz in der zweijährigen verkürzten praxisintegrierten Berufsfachschule für sozialpädagogische Assistenz im Rahmen des "Direkteinstiegs Kita" (BFSAiD) und zur/zum Staatlich anerkannter Arbeitserzieher/staatlich anerkannte Arbeitserzieherin in der zweijährigen Schule für Arbeitserziehung.

## Pädagogisches Konzept
An der IB-Schule werden, nach eigenen Angaben der Schule, Schüler individuell und entsprechend ihren Talenten gefördert. Die Basis dafür bilden Rahmenbedingungen. Außerdem stehen eine ein Schulsozialarbeiter, ein Lerncoach und eine Vertrauenslehrerin den Schülern zur Seite.